# El Piñal (Sucre)
El Piñal es un centro poblado del municipio de Los Palmitos, departamento de Sucre, Colombia. Hace parte de la Subregión de los Montes de María. Este se encuentra ubicado a ambos lados de la Troncal de Occidente en la vía que conduce de Corozal hacia El Carmen de Bolívar. Es famoso por ser el lugar de nacimiento del gran músico Lisandro Meza.

## Toponimia
Se llama El Piñal porque en la zona se cultivaba Piñuelas.

## Ubicación
El Piñal está entre cerros de la quebrada la Oscura. Limita al norte con el Municipio de Ovejas (Sucre), al sur con el cruce Puerta de Hierro-El Bongo.

## Población
Tiene una población de 5000 habitantes, está ubicado a una altitud de 120 m s. n. m. Ubicados en los barrios y sectores: Villa Verena, Barrio Arriba, El Papi, La Curva, Barrio nuevo, Villa Estadio, El Centro, Villa Arena, Barrio Abajo, Bocagrande. 
Además, de las siguientes veredas:

## Festival
Cada 11 de noviembre se celebra el Festival de la Agroindustria y el Ají Picante.
En el Festival, que dura dos días, hacen muestras del ají picante en sus presentaciones como: vinagreta, salsa, pasta y pava de ají. De estos premian los más sabrosos y a quien más los coma.
En el reinado los vestidos de las candidatas deben ser elaborados con elementos del campo, principalmente ají. Además, hay concurso de piquería, poesía y de la canción inédita.

## Gastronomía
Los platos favoritos son el arroz con coco, el sancocho de gallina, el mondongo, el mote de queso, el mote de pescado , el arroz con leche; los dulces de mango, de yuca, de papaya.